# Козырёвское сельское поселение (Челябинская область)
Козырёвское се́льское поселе́ние — муниципальное образование в Красноармейском районе Челябинской области Российской Федерации. В рамках административно-территориального устройства муниципальное образование  соответствует административно-территориальной единице Козырёвский сельсовет.
Административный центр — посёлок Мирный.

## История
Статус и границы сельского поселения установлены Законом Челябинской области от 9 июля 2004 года № 243-ЗО «О статусе и границах Красноармейского муниципального района и сельских поселений в его составе»

## Население
| 2002  | 2010  | 2011  | 2012  | 2013  | 2014  | 2015  |
| ----- | ----- | ----- | ----- | ----- | ----- | ----- |
| 2586  | ↗2878 | ↗2888 | ↗2972 | ↗3043 | ↗3077 | ↘2999 |
| 2016  | 2017  | 2018  | 2019  | 2020  | 2021  |       |
| ↘2982 | ↗3007 | ↘2957 | ↘2924 | ↗2969 | ↘2902 |       |

## Состав сельского поселения
| № | Населённый пункт | Тип населённого пункта          | Население |
| - | ---------------- | ------------------------------- | --------- |
| 1 | Курейное         | посёлок                         | ↗197      |
| 2 | Лесной           | посёлок                         | ↗406      |
| 3 | Мирный           | посёлок, административный центр | ↗2073     |
| 4 | Худяково         | деревня                         | ↗202      |